# Municipio de Kriva Palanka
El municipio de Kriva Palanka (en macedonio: Општина Крива Паланка) es uno de los ochenta y cuatro municipios en los que se subdivide administrativamente Macedonia del Norte. Su capital es Kriva Palanka.

## Geografía
Este municipio se encuentra localizado en el territorio que abarca la región estadística del noreste. 

## Población
La superficie de este municipio abarca una extensión de territorio de unos 480,81 kilómetros cuadrados. La población de esta división administrativa se encuentra compuesta por un total de 20 820 personas en 2002. Su densidad poblacional es de unos veintiocho habitantes por cada kilómetro cuadrado.
En la capital municipal Kriva Palanka viven dos tercios de la población. El resto de la población se reparte en las siguientes 32 localidades: B's, Bashtevo, Borovo, Dlabochitsa, Dobrovnica, Drenak, Drene, Durachka Reka, Gabar, Golema Tsrtsorija, Gradets, Kiselitsa, Konopnitsa, Kostur, Koshari, Krklia, Krstov Dol, Lozanovo, Luke, Mala Tsrtsorija, Martinitsa, Metezhevo, Mozhdivñak, Nerav, Ogut, Osiche, Podrzhi Koni, Stantsi, Tylmintsi, Trnovo, Uzem, Varovishte y Zhidilovo.